# Orlando (1935–2010)
Orlando Peçanha de Carvalho (ur. 20 września 1935 w Niterói, zm. 10 lutego 2010 w Rio de Janeiro) – brazylijski piłkarz, środkowy obrońca. Mistrz świata z roku 1958.
Zawodową karierę zaczynał w CR Vasco da Gama. W reprezentacji Brazylii w latach 1958–1966 rozegrał 30 spotkań. Podczas MŚ 58 grał we wszystkich meczach, tworząc w środku defensywy duet z Bellinim. W 1960 został piłkarzem Boca Juniors i w argentyńskim zespole grał do 1964 (mistrzostwo kraju w 1962 i 1964).
W tym samym roku wrócił do ojczyzny i został piłkarzem Santosu FC, gdzie występował wspólnie z Pelém. Wkrótce wrócił także do reprezentacji i znalazł się kadrze na MŚ 66. W swym jedynym występie w Anglii (z Portugalią) pełnił funkcję kapitana drużyny. Porażka 1:3 oznaczała odpadnięcie Brazylii z turnieju. W Santosie grał do 1969, karierę kończył w następnym sezonie w Vasco.